# If Mountains Could Sing
If Mountains Could Sing es un álbum de estudio por el guitarrista y compositor noruego Terje Rypdal. Fue publicado en abril de 1995 por el sello discográfico ECM Records.

## Recepción de la crítica
En All About Jazz, John Kelman lo describió como “el título más perfecto para la música escrita por Rypdal”. Tyran Grillo lo calificó como “uno de los mejores logros de Terje Rypdal”. AllMusic le otorgó una calificación de 3 estrellas sobre 5. El personal de la revista Billboard le otorgó el certificado de “Critic's Choices” y escribieron: “El artista escandinavo Terje Rypdal ha creado una de las joyas de su carrera de 25 años a menudo subestimada”.

## Lista de canciones
Todas las canciones escritas y compuestas por Terje Rypdal. 
| Lista de canciones de If Mountains Could Sing |                             |          |  |
| N.º                                           | Título                      | Duración |  |
| 1.                                            | «The Return of Per Ulv»     | 5:01     |  |
| 2.                                            | «It's in the Air»           | 4:04     |  |
| 3.                                            | «But on the Other Hand»     | 5:07     |  |
| 4.                                            | «If Mountains Could Sing»   | 5:14     |  |
| 5.                                            | «Private Eye»               | 5:46     |  |
| 6.                                            | «Foran Peisen»              | 4:26     |  |
| 7.                                            | «Dancing Without Reindeers» | 3:26     |  |
| 8.                                            | «One for the Roadrunner»    | 5:01     |  |
| 9.                                            | «Blue Angel»                | 3:03     |  |
| 10.                                           | «Genie»                     | 3:47     |  |
| 11.                                           | «Lonesome Guitar»           | 2:51     |  |

## Créditos y personal
Créditos adaptados desde el folleto que acompaña al CD.
Músicos
- Terje Rypdal – guitarra eléctrica
- Bjørn Kjellemyr – guitarra bajo
- Audun Kleive – batería
- Terje Tønnesen – violín
- Lars Anders Tomter – viola
- Øystein Birkeland – violonchelo
- Christian Eggen – conductor (3–5, 7, 9)

Personal técnico
- Manfred Eicher – producción
- Jan Erik Kongshaug – ingeniero de audio

Diseño
- Muchas Trevillion – fotografía
- Barbara Wojirsch – diseño de portada